# Tvillingfilmer
Med tvillingfilmer åsyftas två filmer med samma eller likartad handling som produceras samtidigt på två olika filmbolag. Detta kan leda till en kapplöpning mellan produktionerna om vilken film som först når publiken.
Termen trillingfilmer förekommer när fenomenet uppstår och omfattar tre filmer.
Orsaken till tvillingfilmer kan vara industrispionage, symptom på idétorka, att filmarbetare byter filmbolag eller att samma manus kommer till olika filmstudior. En annan förklaring är att filmerna är en konsekvens av strömningar i tiden och aktuella händelser: kometer, vulkanutbrott, reality-TV, terrorattacken 11 september 2001, 500-årsdagen för Columbus upptäckter.
Exempel på tvillingfilmer:
- Saturday Night Fever (1977) och Thank God it´s Friday (1978)
- Plutonen (1986) och Full Metal Jacket (1987)[4]
- Farligt begär (1988) och Valmont (1989)[3][4]
- K9 (1989) och Turner & Hooch (1989)[4]
- Robin Hood: Prince of Thieves och Robin Hood (1991)[4]
- 1492 (1992) och Christopher Columbus (1992)[4]
- Tombstone (1993) och Wyatt Earp (1994)[4]
- Braveheart (1995) och Rob Roy (1995)[4]
- Dante's Peak (1997) och Volcano (1997)[3][4]
- Kundun (1997) och Seven Years in Tibet (1997)[4]
- Prefontaine (1997) och Without Limits (1998)[4]
- Antz (1998) och Ett småkryps liv (1998)[4]
- The Last Days of Disco (1998) och 54 (1998)
- Armageddon (1998) och Deep Impact (1998)[3][4]
- Rädda menige Ryan(1998) och Den tunna röda linjen (1998)[4]
- The Truman show (1998) och EDtv (1999)[4]
- End of Days (1999) och Stigmata (1999)[4]
- Entrapment (1999) och The Thomas Crown Affair (1999)[4]
- Scary Movie (2000) och Shriek If You Know What I Did Last Friday the Thirteenth (2000)[4]
- Mission to Mars (2000) och Red Planet (2000)[4]
- Wonder Boys (2000) och Finding Forrester (2000)[4]
- Heist (2001) och The Score (2001)[4]
- Hitta Nemo (2003) och Hajar som hajar (2004)[4]
- Madagascar (2005) och The Wild (2006)[4]
- United 93 (2006) och World Trade Center (2006)[4]
- The Cave (2005) och The Descent (2005)[4]
- Garden State (2004) och Elizabethtown (2005)[4]
- Happy Feet (2006) och Surf's Up (2007)[4]
- Capote (2006) och Infamous (2006)[3][4]
- The Prestige (2006) och The Illusionist (2006)[4]
- Bottle Shock (2008) och Judgment of Paris[4]
- Killing Pablo och Escobar[4]
- Chasing Liberty (2004) och First Daughter (2004)[5]
- Iron Eagle (1986) och Top Gun (1986)[5]
- Jurassic Park (1993) och Carnosaur (1993)[6]
- Deep Rising (1998) och Virus (1999)[6]
- Déjà Vu (2006) och Next (2007)[7]
- The Road (2009) och The Book of Eli (2010)[7]
- Powder (1995) och Phenomenon (1996)[8]
- Toy Story (1998) och Small Soldiers (1998)[8]
- Johnny Mnemonic (1995) och Strange Days (1995)[8]
- Independence Day (1996) och The Arrival (1996)[8]
- V for Vendetta (2006) och Children of Men (2006)[9]
- Short Circuit (1986) och *batteries not included (1986)[9]
- U571 (2000) och Enigma (2001)[9]
- Paul Blart: Mall Cop (2009) och Observe and Report (2009)[9]
- White house down (2013) och Olympus has fallen (2013)[10]

Exempel på trillingfilmer och fler än 3 liknande filmer:
- Surrogates (2009), Gamer (2009) och Avatar (2009)[2]
- 18 på nytt (1988), Big (1988) och Vice Versa (1988)[2] samt Like Father Like Son (1987)[7]
- Matrix (1999), Trettonde våningen (1999) och eXistenZ (1999)[4] samt Dark City (1998)[7]
- DeepStar Six (1989), Leviathan (1989) och The Abyss (1989) samt The Evil Below (1989) och Lords of the Deep (1989)[5]

## Tvillingfilmer i Sverige
I Sverige är tvillingfilmer ovanliga. En orsak tros vara att det görs mycket få större filmer utan stöd från Svenska Filminstitutet vars filmkonsulenter förhindrar uppenbara dubbletter.
Maud Nycander och Kristina Lindström påbörjade ungefär samtidigt arbetet med varsin dokumentär om Astrid Lindgren. Nycander blev senare tvungen att lägga ned sitt projekt eftersom Sveriges Television, som var medfinansiär till konkurrenten Lindströms film, vägrade lämna ut sitt material till Nycander.